# Willem II in het seizoen 1963/64
Het seizoen 1963/1964 was het 10e jaar in het bestaan van de Tilburgse betaaldvoetbalclub Willem II. De club kwam uit in de Nederlandse Eerste divisie en eindigde daarin op de 10e plaats. Tevens deed de club mee aan het toernooi om de KNVB Beker, hierin werd in de tweede ronde verloren van Ajax (0–4). Door de winst van de KNVB Beker in het vorige seizoen mocht de club meedoen in de Europacup II, hierin werd de club in de eerste ronde uitgeschakeld door het Engelse Manchester United FC (2–7).

## Wedstrijdstatistieken

### Eerste divisie
|       | BVV   | DWS   | Eindhoven | Elinkwijk | Enschedese Boys | Excelsior | Fortuna | RBC   | SHS   | Sittardia | Telstar | Veendam | Velox | De Volewijckers | VVV   |
| ----- | ----- | ----- | --------- | --------- | --------------- | --------- | ------- | ----- | ----- | --------- | ------- | ------- | ----- | --------------- | ----- |
| Thuis | 4 – 0 | 5 – 0 | 3 – 2     | 2 – 2     | 4 – 1           | 1 – 2     | 2 – 1   | 0 – 1 | 2 – 2 | 1 – 3     | 0 – 2   | 3 – 0   | 5 – 1 | 2 – 2           | 3 – 2 |
| Uit   | 1 – 0 | 3 – 6 | 3 – 0     | 3 – 3     | 0 – 7           | 3 – 1     | 0 – 2   | 6 – 2 | 3 – 3 | 2 – 1     | 3 – 1   | 2 – 3   | 1 – 0 | 1 – 0           | 3 – 6 |

### KNVB beker
| 1e ronde                                                | D.F.C.                                      | 3 – 4 (3 – 3, 1 – 3) na verlenging | Willem II                                                        |
| 29 september 1963 Plaats: Dordrecht Krommedijk          | Wim de Kreek Miklós Tódor Joop van Dijk 84' |                                    | 3', –', –' Coy Koopal 26' Willy Senders                          |
| 2e ronde                                                | Willem II                                   | 0 – 4 (0 – 2)                      | Ajax                                                             |
| 17 november 1963 Plaats: Tilburg Gemeentelijk Sportpark |                                             |                                    | 13' Karel Vesters 21' Ad Visser 47' Bennie Muller 78' Cees Groot |

### Europacup II
| 1e ronde                                                 | Willem II                                                                    | 1 – 1 (1 – 1) | Manchester United FC     | Opstelling Willem II:                                                                                        |
| 25 september 1963 Plaats: Tilburg Gemeentelijk Sportpark | Frits Louer 9'                                                               |               | 11' David Herd           | Dijckmans, Van Doremalen, Brooijmans, Walhout, Vriens, De Wit, Senders, Keresztes, Koopal, Timmermans, Louer |
| 1e ronde                                                 | Manchester United FC                                                         | 6 – 1 (3 – 1) | Willem II                | Opstelling Willem II:                                                                                        |
| 15 oktober 1963 Plaats: Manchester Old Trafford          | Maurice Setters 6' Denis Law 13', 32', 69' Bobby Charlton 64' David Herd 80' |               | 36' (e.d.) Noel Cantwell | Dijckmans, Verwijst, Brooijmans, Walhout, Vriens, De Wit, Senders, Van Elderen, Koopal, Timmermans, Louer    |

## Statistieken Willem II 1963/1964

### Eindstand Willem II in de Nederlandse Eerste divisie 1963 / 1964
| Stand | Gespeeld | Gewonnen | Gelijk | Verloren | Punten | Doelpunten voor | Doelpunten tegen |
| ----- | -------- | -------- | ------ | -------- | ------ | --------------- | ---------------- |
| 10e   | 30       | 13       | 5      | 12       | 31     | 72              | 55               |

### Topscorers
| #      | Naam             | Goal |
| ------ | ---------------- | ---- |
| 1.     | Frits Louer      | 16   |
| 2.     | Willy Senders    | 12   |
| 3.     | Coy Koopal       | 11   |
| 4.     | Piet Timmermans  | 8    |
| 5.     | Jan Brooijmans   | 6    |
| 6.     | Nico van Elderen | 5    |
| 6.     | Frie Nouwens     | 5    |
| 8.     | Xavier Coudijzer | 4    |
| 9.     | Jan Boor         | 3    |
| 10.    | Wim van Esch     | 1    |
| 10.    | Rob Uytermerk    | 1    |
| Totaal | Totaal           | 72   |

| #      | Naam          | Goal |
| ------ | ------------- | ---- |
| 1.     | Coy Koopal    | 3    |
| 2.     | Willy Senders | 1    |
| Totaal | Totaal        | 4    |

| #              | Naam                                 | Goal |
| -------------- | ------------------------------------ | ---- |
| 1.             | Frits Louer                          | 1    |
| Eigen doelpunt |                                      |      |
| –              | Noel Cantwell (Manchester United FC) | 1    |
| Totaal         | Totaal                               | 2    |